# ダニエル・ペレイラ
ダニエル・ペレイラ・ヒル（Daniel Pereira Gil, 2000年7月14日 - ）は、ベネズエラ・ミランダ州カラカス出身のサッカー選手。メジャーリーグサッカー・オースティンFC所属。ポジションはMF。

## クラブ経歴
2016年に渡米し、バージニア州のノースサイド高校に留学。2019年に同州の高校最優秀選手に選出。同年にバージニア工科大学に進学。1年生から先発に抜擢され、NCAAで活躍。NCAAトーナメントも含めて19試合5ゴールを記録。　
2021年1月21日、同年のMLSスーパードラフトで、同年シーズンよりMLSに参戦するオースティンFCから全体1位指名を受けた。同年シーズン開幕戦となった4月17日のロサンゼルスFC戦で先発で起用されプロデビュー。90分間フル出場したものの、試合は0-2で敗れた。

## 代表経歴
2023年6月15日、ホンジュラス代表との親善試合ででA代表初出場。